# Abbekås
Abbekås is een plaats in de gemeente Skurup in Skåne de zuidelijkste provincie van Zweden. De plaats heeft 708 inwoners (2005) en een oppervlakte van 88 hectare. De plaats ligt aan de Zweedse zuidkust tussen de steden Ystad en Trelleborg.
De plaats heeft een eigen golfclub Abbekås GK.

## Verkeer en vervoer
Langs de plaats loopt de Riksväg 9 en de Länsväg 101.
Skurup · Rydsgård · Skivarp · Abbekås